# José de Oliveira Lopes
José de Oliveira Lopes (1941 – 10 de abril de 2013), barítono português natural do Porto, foi considerado, por unanimidade do júri, como o melhor intérprete de Lieder no XIX Concurso internacional  de Canto da Baviera, na Alemanha .

## Biografia
Em Portugal estudou com Martha Amstad e Croner de Vasconcellos, diplomando-se em Canto pelo Conservatório de Música do Porto. Frequentou quatro anos a Academia Superior de Música de Munique, sob a orientação de Germann Reutter e Janine Micheau e, mais tarde, Gino Becchi e Alfredo Kraus  .
A sua carreira artística tem sido intensa, levando-o aos mais importantes centros musicais da Europa, América do Sul, África, Ásia, Estados Unidos e Canadá .
Destacam-se as participações em todos os Festivais de Música em Portugal bem como no Festival de Música Religiosa de Cuenca (Espanha), Comemorações Ravel de Bruges (Bélgica), Festival de Bydgosz (Polónia), Festival Art et Musique de Biarritz (França), Comemorações Brahms (Japão), Comemorações da Mozart Society em Detroit (EUA), Festival de Campos de Jordão (Brasil), Festival de Macau (China), Primavera 2001 de Moscovo (Rússia)  .
Para além da sua actividade como cantor de Lied e Oratória, representou em palco cerca de quarenta personagens de Ópera, podendo destacar-se as interpretações de Don Alfonso (Così fan tutte), Conde de Almaviva (Le nozze di Figaro), Albert (Werther), Sharpless (Madama Butterfly), Scarpia (Tosca), Bártolo (Il barbiere di Siviglia), Orpheo (Orpheo ed Euridice), Mago Tcelio (L'Amour des Trois Oranges), Musiklehrer (Ariadne auf Naxos), Colline (La Bohème) e Escamillo (Carmen)  .
Foi também figura principal em óperas portuguesas, como Arsénio (Spinalba), Rei (Variedades de Proteu) e Prisioneiro (em nome da Paz). Tem ainda uma passagem pelo cinema, onde desempenhou como cantor e actor, o papel do Apresentador no filme-ópera "Os Canibais" de Manoel de Oliveira/João Pães. Interpretou as partes cantadas de Frohlo e Arcebispo na versão portuguesa do filme "O Corcunda de Notre Dame", para as produções Walt Disney. Tem sido solista convidado das principais orquestras portuguesas e ainda da Manchester Camerata, Filarmónica de Pequim, Orquestra de Câmara de Annapolis, Filarmónica de Moscovo, Sinfónica de Denver, Sinfónicas de São Paulo e Rio de Janeiro, Orquestra de Cordas de Lucerna, Filarmónica de Bogotá, Westvlaams Orkest, entre outras .
Gravou vários discos em colaboração com os pianistas Fernando Azevedo, Takashi Yamasaki, Nöel Lee, Filipe de Sousa, Adriano Jordão e com as Orquestras Gulbenkian, da Rádio Húngara e com a Sinfónica de Budapeste .
Regularmente tomou assento em júris dos mais importantes Concursos Internacionais de Canto da Europa, bem como no Rio de Janeiro, Nova Iorque, Santiago do Chile, Pretória e Montreal .
Exerceu funções docentes e de coordenador da área do canto na Escola Superior de Música do Porto bem como na Academia Superior Metropolitana de Lisboa, tendo sido frequentemente convidado para Master Classes no Brasil, China, Japão e no Conservatório Tchaikovsky de Moscovo. Alunos seus têm sido premiados em concursos internacionais, nomeadamente dois primeiros prémios, um em ópera, outro em concerto.
Obteve o grau de Doutor em Psicologia da Música pela Universidade do Porto , e a licenciatura em Línguas e Literaturas Modernas pela Universidade de Lisboa, exprimindo-se em seis idiomas.
Está citado na "História da Música Portuguesa" de Ferreira de Castro/Rui Nery, em "Cantores de Ópera Portugueses" de Mário Moreau, "200 anos de teatro Nacional de São Carlos" de M. Moreau, "uma Biografia de Helena Sá e Costa" e na Edição portuguesa da "Enciclopédia Larousse" .
José de Oliveira Lopes recebeu o Prémio Bordalo (1974), ou Prémio da Imprensa, na categoria "Música Erudita", como "Cantor",  "pela atenção que lhe tem merecido a música de autores portugueses" tendo a Casa da Imprensa, ainda distinguido, nesta categoria, em 1975  [Fernando Lopes Graça]] ( Prémio de Composição) e a viola Ana Bela Chaves (Melhor Instrumentista)
José de Oliveira Lopes faleceu em 10 de Abril de 2003, no Porto, aos 71 anos.